# Рєпін Іван Павлович
Іван Павлович Рєпін (23 вересня 1917, Листем — 16 липня 2003, Київ) — Герой Радянського Союзу, в роки німецько-радянської війни командир гармати 6-го артилерійського полку 74-ї стрілецької дивізії 13-ї армії Центрального фронту, старший сержант.

## Біографія
Народився 23 вересня 1917 року в селі Листем Селтинського району Удмуртської республіки в селянській родині. Росіянин. Член КПРС з 1943 року. Закінчив неповну середню школу. Був на адміністративній роботі.
У 1938 році призваний до лав Червоної Армії. У боях радянсько-німецької війни з 1942 року. Воював на Центральному фронті. Відзначився 12 вересня 1943 року при форсуванні річки Десна на північ від смт Короп Чернігівської області. Ведучи вогонь прямою наводкою, він підбив два танки і знищив багато гітлерівців.
Указом Президії Верховної Ради СРСР від 16 жовтня 1943 року за зразкове виконання бойових завдань командування і проявлені при цьому мужність і героїзм старшому сержантові Івану Павловичу Рєпіну присвоєно звання Героя Радянського Союзу з врученням ордена Леніна і медалі «Золота Зірка» (№ 1686).

Надгробок Івана Рєпіна

У 1944 році закінчив Ленінградське військово-політичне училище імені Енгельса, в 1951 році — курси удосконалення офіцерського складу. З 1958 року майор І. П. Рєпін — в запасі. Працював у Київському державному університеті. Жив у Києві. Помер 16 липня 2003 року. Похований у Києві на Міському кладовищі «Берківці».

## Нагороди
Нагороджений орденом Леніна, орденом Червоного Прапора, орденом Вітчизняної війни 1-го ступеня, трьома орденами Червоної Зірки, медалями.